# Вся страна — красная
«Вся страна — красная» (кит. 全国山河一片红) — почтовая марка Китайской Народной Республики, выпущенная в обращение 24 ноября 1968 года и содержащая ошибку цвета.

## Описание
На марке прямоугольной формы вверху в центре расположен сплошной силуэт карты КНР красного цвета, внутри которого написаны слова «Вся страна — красная» (кит. 全国山河一片红) в ореоле света встающего солнца. Внизу, среди собравшихся людей с красными флагами, выделяются крестьянка, рабочий и солдат, держащие над головами цитатники Мао. Номинальная стоимость марки составляет 8 фыней (около ¢1), а размеры — 6 × 4 см. Характерной особенностью марки является то, что Тайвань не закрашен красным цветом (как тогда, так и сейчас независимость Китайской Республики не признаётся Китайской Народной Республикой).

## История
Почтовая марка поступила в обращение, но уже через полдня после выхода в свет была изъята из продажи. Официальной причиной власти указали отсутствие на изображённой на ней карте КНР островов Спратли и Парасельских островов, а также неправильную границу с Монголией, Бутаном и Бирмой. Редакторы «Чжунго диту» заметили ошибку и сообщили об этом в Министерство промышленности и информатизации. После этого всем почтовым отделениям страны было предписано прекратить продажу и вернуть все марки. Практически весь тираж марок был уничтожен, но небольшое количество попало к частным коллекционерам, несмотря на то, что коллекционирование марок было осуждено как «буржуазное» занятие.
Судьба автора марок долгое время была неизвестна. Художник Вань Вэйшэн обнаружился в 2009 году на филателистическом аукционе в Гонконге, где неназванный покупатель из Азии купил раритет за рекордные для почтовых марок КНР HK$3,68 млн ($475 тыс.). В интервью Франс Пресс Вэйшен признался, что «долгое время я боялся, что меня посадят в тюрьму, чиновники сказали мне, что я допустил роковую ошибку. Но в итоге ничего не произошло». Описанное случилось в годы «культурной революции» в Китае, и подобные опасения имели под собой основания.

## Редкость
Сегодня эта марка считается редкой. В 2009 году один экземпляр был продан на аукционе за 3,68 млн гонконгских долларов (475 тысяч долларов США, 290 тысяч фунтов стерлингов). В декабре 2010 года одна марка была продана за 31 050 фунтов стерлингов (Stanley Gibbons), а в сентябре 2011 года на аукционе «InterAsia» — за 747 500 гонконгских долларов (60 300 фунтов стерлингов). 31 августа 2013 года на аукционе Фельдмана в Гонконге негашеная марка была продана за 600 тысяч гонконгских долларов (77 350 долларов США).

## Разновидности
Существует и другая, но уже горизонтальная марка с названием «Да здравствует полная Победа в Великой культурной революции», которую часто называют «Вся страна — красная», или, чтобы не путать с вертикальной, «Большая „Вся страна — красная“». На ней изображены Мао Цзэдун и Линь Бяо на фоне флагов, лозунгов и людей. Известно 8 экземпляров этой марки: 5 чистых и 3 гашеных. 21 мая 2012 года на весеннем аукционе «Чайна Гардиан» в КНР одна марка этого вида была продана за 7,3 миллиона юаней (около 1,15 млн долларов США).